# Atilio Pessagno
Atilio Pessagno es un paraje rural ubicado en el partido de Lezama, provincia de Buenos Aires, Argentina.
Formó parte del partido de Chascomús hasta la creación del partido de Lezama por ley sancionada el 22 de diciembre de 2009.

## Ubicación
Se encuentra 16 km al noreste de la localidad de Lezama, la cabecera del partido. 
Se ubica sobre las vías del Ferrocarril General Roca en el ramal que corría entre La Plata y Lezama. Véase: Estación Atilio Pessagno.

## Población
Durante los censos nacionales del INDEC de 2001 y 2010 fue considerada como población rural dispersa.